# 師範
師範（しはん）は、
- 手本となる人。
- 武道・芸道・学問の指導者。また、その資格。
- 師範学校の略称。

## 武道における師範

### 概要
流派や道場から門下生を指導する者に対して与えられる資格、称号である。師範の資格を有することで流派を名乗って道場を開き、弟子をとることを許される場合が多い。
ただし、師範の制度や地位は流派によって差異がある。下位には師範代、準師範が置かれる場合がある。

### 都道府県警察の師範
都道府県警察本部において任ずる柔道・剣道・逮捕術等、術科の指導者の職階である。警察本部訓令に基づき任命されるため、民間道場の師範と異なり公的な性格を有している。